# Resolució 1581 del Consell de Seguretat de les Nacions Unides
La Resolució 1581 del Consell de Seguretat de les Nacions Unides fou adoptada per unanimitat el 18 de gener de 2005. Després de recordar les resolucions 1503 (2003) i 1534 (2004), el Consell va aprovar la pròrroga dels mandats de set jutges de curt termini al Tribunal Penal Internacional per a l'antiga Iugoslàvia (TPIY) per permetre'ls acabar d'adjudicar els casos en què havien estat treballant.
El Consell de Seguretat preveia que l'ampliació dels termes judicials dels jutges milloraria els procediments i permetria al TPIY complir els seus compromisos amb l'estratègia de finalització. Actuant a petició del secretari general Kofi Annan, el Consell amplia els termes dels magistrats "ad litem" de la manera següent:
(a) El jutge Rasoazanany i el jutge Swart finalitzarien el cas Hadžihasanović;
(b) El jutge Brydensholt i el jutge Eser acabarien el cas Orić;
(c) El jutge Thelin i el jutge Van Den Wyngaert acabarien el cas Limaj;
(d) El jutge Canivell finalitzaria el cas Krajišnik;
(e) El jutge Szénási finalitzaria el cas Halilović si se li assignava;
(f) El jutge Hanoteau finalitzaria el cas Krajišnik si se li assignava.
El Consell va assenyalar la intenció del TPII d'acabar amb el cas Hadžihasanović a la fi de setembre de 2005, amb el cas Halilović abans de la fi d'octubre de 2005, amb els casos Orić i Limaj cap a la fi de novembre de 2005 i amb el cas Krajišnik abans de la fi del mes d'abril 2006.